# Sture Berggren
Sven Sture Berggren, född 21 januari 1885 och död 13 december 1968, var en svensk öronläkare. Han var barndomsvän med Anders Österling.
Berggrens far var hamnkamrer. Berggren blev amanuens och underläkare vid kirurgiska kliniken i Lund 1913, amanuens och underläkare vid kirurgisak kliniken i Lund 1913, amanuens vid Serafimerlasarettets och Sabbatsbergs sjukhus' öronavdelningar i Stockholm 1914–1916, och läkare vid Malmö allmänna sjukhus öron-, näs- och halsavdelning 1917–1923. Han blev lasarettsläkare vid Malmö allmänna sjukhus 1923. Berggren promoverades till medicine doktor i Stockholm 1920 med en avhandling om otogen meningit, och blev docent vid Lunds universitet 1927. Han utgav ett stort antal arbeten inom otohinolaryngologins område. Sture Berggren är begravd på Falsterbo gamla kyrkogård.